# Daniele Bennati
Daniele Bennati (ur. 24 września 1980 w Arezzo) – włoski kolarz szosowy, zawodnik profesjonalnej ekipy Movistar Team.
Od 2001 kolarz zawodowy, wygrał m.in. trzy etapy w Deutschland Tour (2005), etap w Tour Méditerranéen (2003), pięć etapów w Tour de Pologne (jeden w 2003, dwa w 2005, dwa w 2006), etap w Volta a Catalunya (2006), dwa etapy - 17. i 20. w Tour de France 2007 oraz dwa etapy w Vuelta a España 2007. Specjalizuje się w finiszach sprinterskich z peletonu.
W 2008 wygrał trzy etapy Giro d'Italia.

## Najważniejsze osiągnięcia
2002
- 1. miejsce w Tour of Austria
- 1. miejsce na 5. etapie Regio-Tour

2003
- 1. miejsce na 3. etapie Tour de Pologne
- 1. miejsce na 3. etapie Tour Méditerranéen

2005
- 1. miejsce w Giro di Toscana
- 1. miejsce na 3., 5. i 9. etapie Deutschland Tour
- 1. miejsce na 2. i 4. etapie Tour de Pologne
- 2. miejsce w Paryż-Tours

2006
- 1. miejsce w Giro del Piemonte
- 1. miejsce na 2. i 4. etapie Tour de Pologne
- 1. miejsce na 7. etapie Volta a Catalunya
- 1. miejsce na 5. etapie Volta a la Comunitat Valenciana
- 1. miejsce na 4. etapie Giro del Trentino

2007
- 1. miejsce na 1., 17. i 21. etapie Vuelta a España
  -  1. miejsce w klasyfikacji punktowej
- 1. miejsce na 1., 3. i 5. etapie Volta a la Comunitat Valenciana
- 1. miejsce na 17. i 20. etapie Tour de France
- 1. miejsce na 1. etapie Driedaagse van De Panne-Koksijde
- 1. miejsce na 2. etapie Tour Méditerranéen

2008
- 1. miejsce w Giro del Piemonte
- 1. miejsce na 3., 9. i 12. etapie Giro d'Italia
  -  1. miejsce w klasyfikacji punktowej
- 1. miejsce na 1. (druż.) i 4. etapie Vuelta a España
- 1. miejsce na 5. etapie Giro di Romandie
- 1. miejsce na 3. etapie Eneco Tour

2009
- 1. miejsce w Giro di Sardegna
  - 1. miejsce na 4. etapie

2010
- 1. miejsce w Giro di Toscana
- 1. miejsce na 2. etapie Tour de Oman
- 1. miejsce na 3. etapie Tirreno-Adriático

2011
- 1. miejsce na 1., 3. i 5. etapie Circuit de la Sarthe
- 1. miejsce na 1. (druż.) i 20. etapie Vuelta a España
- 1. miejsce na 3. etapie Tour de Wallonie
- 1. miejsce na 8. etapie Tour of Austria
- 2. miejsce w Post Danmark Rundt
- 2. miejsce w Gandawa-Wevelgem

2012
- 1. miejsce na 18. etapie Vuelta a España

2013
- 5. miejsce w GP Ouest-France

2015
- 3. miejsce w mistrzostwach Włoch (ITT)
- 1. miejsce w Gran Premio Industria e Commercio di Prato
- 2. miejsce na 7. etapie Vuelta a España

2017
- Tour de France:
  - 4. miejsce na 19. etapie
  - 10. miejsce na 21. etapie